# Triangolo sunnita

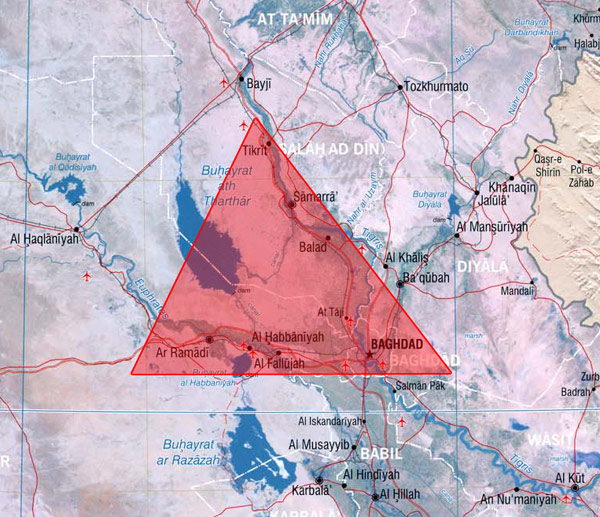
Mappa del triangolo sunnita

Il triangolo sunnita è una espressione usata in occidente per indicare una zona geografica dell'Iraq a nordovest di Baghdad nella zona centrale del Paese, la cui popolazione è in maggioranza di religione musulmana sunnita.
I vertici del triangolo sono Baghdad, Ramadi e Tikrit, feudo di Saddam Hussein, il presidente destituito in seguito alla guerra in Iraq del 2003, e all'interno del triangolo le città di Falluja e Samarra. 
Il triangolo sunnita è una delle zone la cui popolazione ha opposto maggiore resistenza all'esercito statunitense e alle truppe della coalizione multinazionale che ha preso parte all'guerra in Iraq. Il 30 novembre 2003, un centinaio di fedayyin realizzò un agguato a un convoglio dell'esercito degli Stati Uniti a Samarra ed è questa la zona in cui opera maggiormente la guerriglia irachena. 